# زارزا دي تاخو
بلدية زارزا دي تاخو (بالإسبانية: Zarza de Tajo)‏، هي إحدى بلديات مقاطعة قونكة إحدى مقاطعات إسبانيا، و التي تقع في منطقة قشتالة لا منتشا وسط البلاد, و المائلة لجهة الشرق من إسبانيا.
يبلغ عدد سكانها 369 نسمة وفقاً لإحصائية سنة (2007).